# Hatice Güleryüz
Hatice Güleryüz (Denizli, 18 de febrer de 1968) és una artista plàstica contemporània turca, que ha conreat diverses disciplines artístiques, com el film, el vídeo, la fotografia, la il·lustració de llibres i el dibuix. Viu entre Istanbul i Rotterdam.